# Abraham Cahan

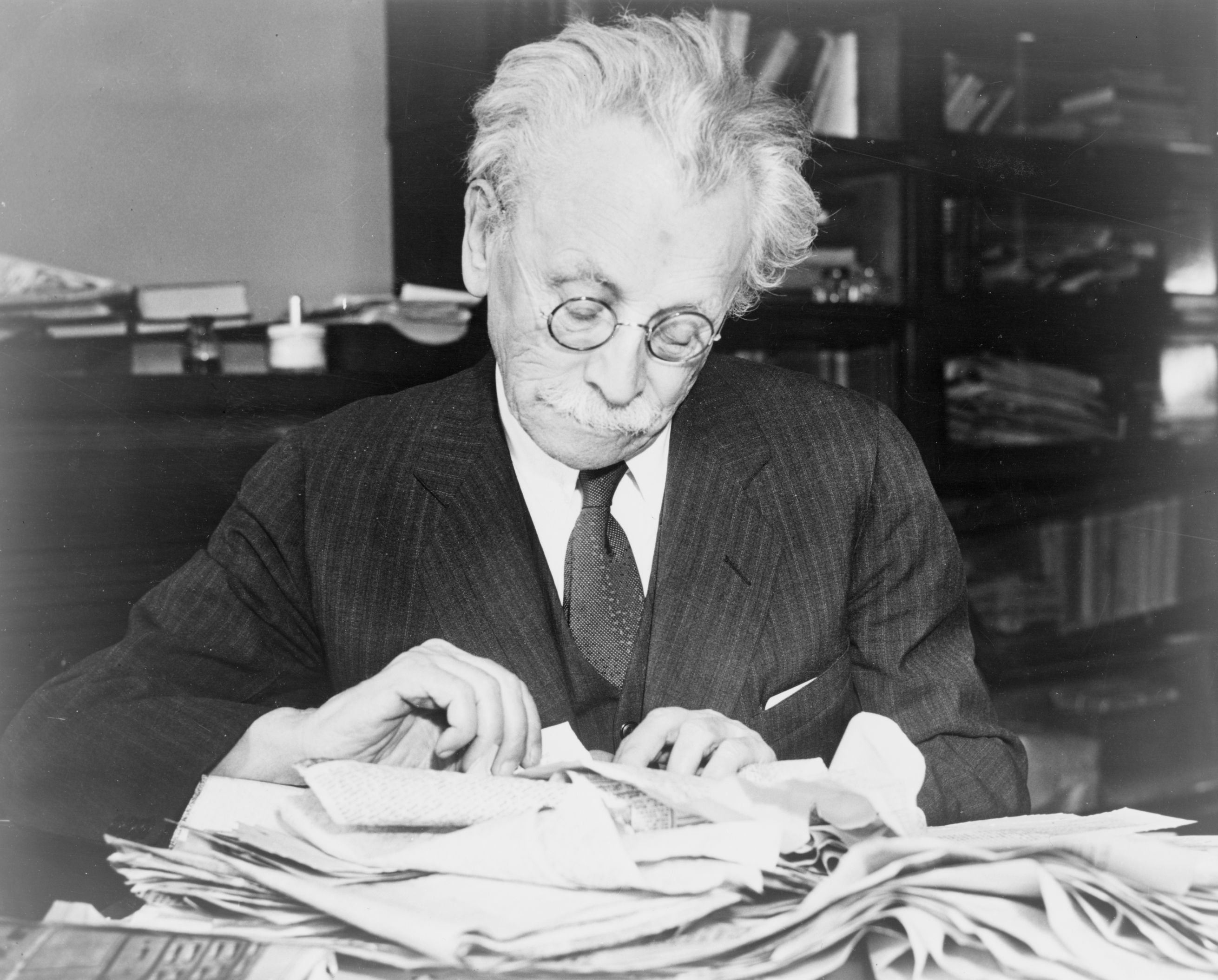
Abraham Cahan

Abraham Cahan (ur. 7 lipca 1860, zm. 31 sierpnia 1951 w Nowym Jorku) – amerykański dziennikarz, publicysta i pisarz pochodzenia żydowskiego. Urodził się i studiował na Litwie, skąd musiał w 1882 roku uciekać z powodu swojej działalności wymierzonej przeciwko caratowi. W Ameryce zajął się pisaniem dla prasy lewicowej. Pisał po rosyjsku, angielsku i w jidysz. W 1896 roku napisał po angielsku powieść Yekl: A Tale of the New York Ghetto, przedstawiającą naturalistycznie sytuację żydowskich imigrantów z Europy Wschodniej. W 1917 roku napisał swoją najsłynniejszą powieść The Rise of David Levinsky. 22 kwietnia 1897 roku założył jidiszowy dziennik „Forverts”, który w latach swojej świetności osiągał nakład 250 tys. egzemplarzy i był jedną z największych gazet w Ameryce. Gazeta ukazuje się do dzisiaj, ale większość artykułów jest po angielsku, w jidisz tylko niektóre. W latach 1926–1931 napisał swoją autobiografię Bleter fun mein Leben.